# Conjunto convexo

Um conjunto convexo.

Em um espaço euclidiano, uma região convexa é uma região onde, para cada par de pontos dentro da região, cada ponto no segmento de reta que une o par também está dentro da região. 
Por exemplo, um cubo sólido é um conjunto convexo, mas tudo o que é oco ou tem um recuo, por exemplo, uma forma crescente, não é convexo. 
De forma geral, em geometria convexa, um conjunto convexo é um subconjunto de um espaço afim que é fechado sob combinações convexas.
O limite de um conjunto convexo é sempre uma curva convexa. A interseção de todos os conjuntos convexos contendo um determinado subconjunto A do espaço euclidiano é chamada de invólucro convexo ou envoltória convexa de A. É o menor conjunto convexo contendo A.
Uma função convexa é uma função de valor real definida em um intervalo com a propriedade que sua epígrafe (o conjunto de pontos no gráfico da função ou acima dela) é um conjunto convexo. 

A minimização convexa é um subcampo de otimização que estuda o problema de minimizar funções convexas sobre conjuntos convexos. O ramo da matemática dedicado ao estudo de propriedades de conjuntos convexos e funções convexas é chamado de análise convexa. A noção de um conjunto convexo pode ser generalizada como descrito abaixo.

Um conjunto côncavo.

Um subconjunto X de um espaço afim é convexo quando todo segmento de reta ligando dois pontos de X está contido em X. 
Ou seja:
{\displaystyle \forall x,y\in X,\ \forall t\in \left[0,1\right],\ (1-t)\ x+t\ y\in X\,}
Se  o conjunto X não é convexo, diz-se côncavo.  Em {\displaystyle \mathbb {R} } convexo é equivalente a conexo, ou seja, os subconjuntos convexos de números reais são os intervalos (incluindo os unitários).

## Exemplos
- Espaços afins;[4]
- Os sólidos platónicos;
- Os segmentos de recta;
- Os subespaços vectoriais de um espaço vectorial;
- O conjunto solução para um número arbitrário de desigualdades lineares, tais como {\displaystyle a_{\alpha }^{T}\leq b_{\alpha },\alpha \in I}. Em particular, o conjunto solução de finitas desigualdades lineares {\displaystyle Ax\leq a} para alguma matriz {\displaystyle A} {\displaystyle m\times n} é convexo e é chamado de poliedro;[4]
- Uma {\displaystyle \varepsilon }-vizinhança {\displaystyle X^{\varepsilon }} tal que {\displaystyle X^{\varepsilon }=\{y:inf_{x\in X}\lVert y-x\rVert \leq \varepsilon \}}[4]
- Todas bolas, abertas ou fechadas, no {\displaystyle \mathbb {R} ^{n}}.[5]

## Combinação convexa
Uma combinação convexa de um conjunto de pontos {\displaystyle z_{1},z_{2},\dots ,z_{n}\in \mathbb {R} ^{m}} é um ponto {\displaystyle z\in \mathbb {R} ^{m}} que satisfaz {\displaystyle z=\sum _{j=1}^{n}t_{j}z_{j}}onde {\displaystyle t_{j}\geq 0,\sum _{j=1}^{n}t_{j}=1}
Por exemplo, para {\displaystyle m=2}, o conjunto de todas as combinações convexas possíveis é o segmento de reta entre os dois pontos.
Um subconjunto {\displaystyle S{\mbox{ de }}\mathbb {R} ^{m}} é dito convexo se, para cada par de pontos {\displaystyle s\in S}, {\displaystyle S} também contém todos pontos do segmento de reta ligando tais pontos. Isto é, {\displaystyle S} é um conjunto convexo se {\displaystyle S} contém todas combinações convexas de todos seus pontos.

## Propriedades
Valem as seguintes propriedades:
- {\displaystyle X} é convexo se, e somente se, toda combinação convexa de pontos pertencentes a {\displaystyle X} pertence a {\displaystyle X}.[4]
- Um conjunto não vazio que é a interseção de (talvez infinitas) um conjunto de conjuntos convexos é um conjunto convexo.
- Se {\displaystyle C} é um conjunto convexo e {\displaystyle X} é uma variável aleatória que pertence a {\displaystyle C} como probabilidade {\displaystyle 1}. Então {\displaystyle \mathbb {E} [X]\in C}.

### Operações que preservam convexidade
- Interseção: se {\displaystyle C_{\alpha },\alpha \in I} são conjuntos convexos, então {\textstyle \bigcup _{\alpha \in I}C_{\alpha }} é convexo.[4]
- Imagem de um conjunto convexo sob uma função afim: se {\textstyle C\in \mathbb {R} ^{n}} é convexo e  {\textstyle f:\mathbb {R} ^{n}\rightarrow \mathbb {R} ^{m}} é afim, então {\displaystyle f{\bigl (}C{\bigr )}} é convexa. Exemplos: se {\displaystyle C} é convexo então {\displaystyle C+x_{0}} (translação de {\displaystyle C}) e {\textstyle \alpha C} (multiplicação por um escalar) são convexos.
- Imagem inversa de um conjunto convexo sob alguma função afim: se {\textstyle f:\mathbb {R} ^{n}\rightarrow \mathbb {R} ^{m}} é afim e {\displaystyle C} é convexo então {\textstyle f^{-1}{\bigl (}C{\bigr )}=\{x:f(x)\in C\}}
- Projeção: a projeção de um conjunto convexo sobre alguma de suas coordenadas é um conjunto convexo: {\displaystyle C\in \mathbb {R} ^{m+n}} é convexo então {\textstyle \Pi =\{x_{1}\in \mathbb {R} ^{m}:\exists x_{2}\in \mathbb {R} ^{n},(x_{1},x_{2})\in C\}} é convexo.
- Soma de dois conjuntos
- Produto cartesiano de dois conjuntos